# Зцілення Петрової тещі

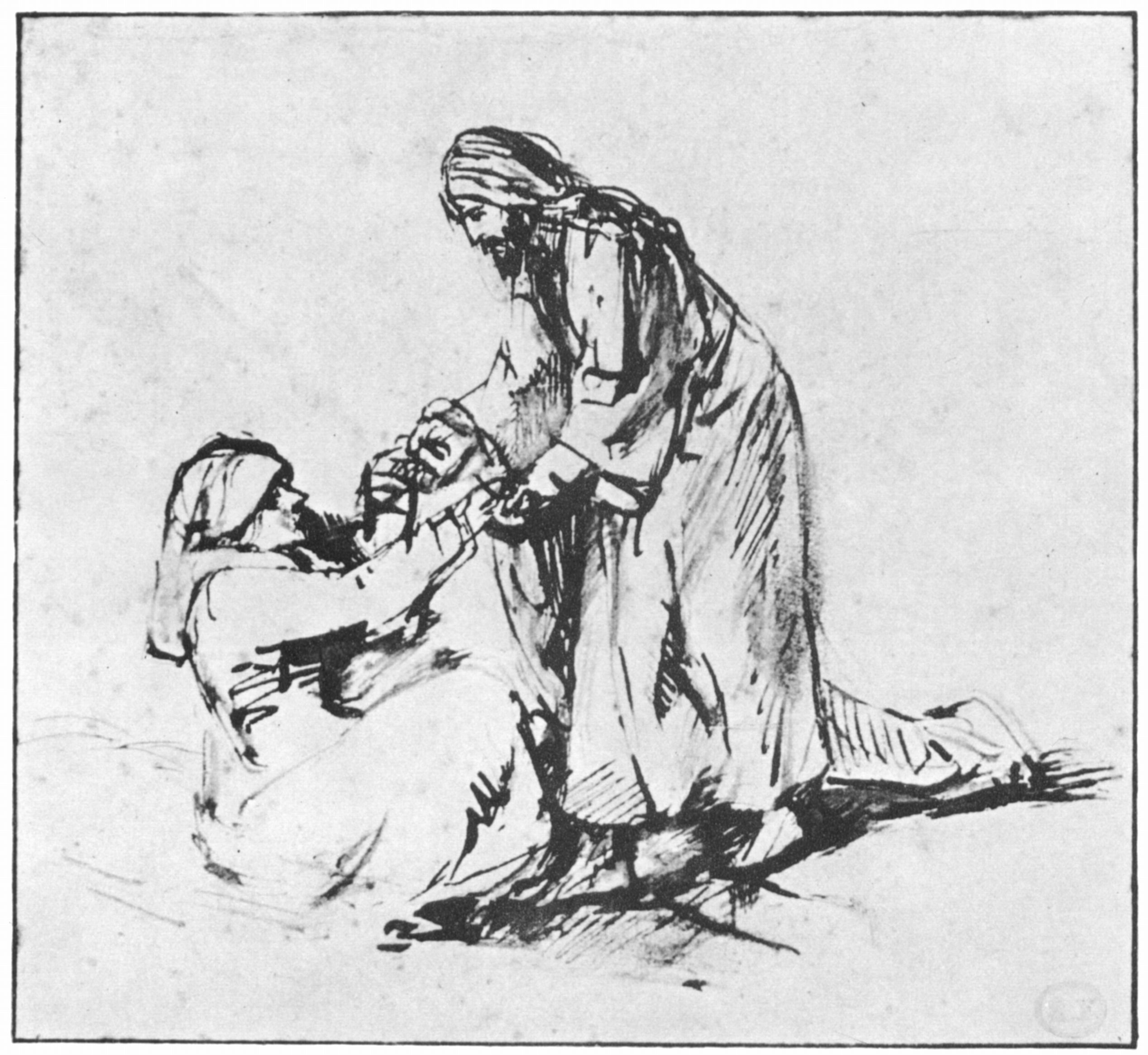
Зцілення Петрової тещі. (Рембрандт).

Зцілення Петрової тещі — євангельська подія, одно з чудес Ісуса Христа описана у синоптичних Євангеліях: Мк. 1:29-31, Лк. 4:38-39, Мт. 8:14-15.

## Подія
В Євангеліях від Марка та Луки цей епізод відбувається після того, як Ісус проповідував у синагозі в Капернаумі. 
 В Євангелії від Марка додано, що разом із Ісусом і Симоном, пішли також Яків і Йоан до дому Симона і Андрія. Оскільки теща Симонова лежала у гарячці, тож йому негайно сказано про неї. Ісус підійшов і підвів її, взявши за руку, й покинула її гарячка. І вона заходилась вона їм услуговувати, щоби вшанувати тако гостя.
В Євангелії від Матвія подія є третьою в серії зцілень, записаних у розділі 8, які відбуваються після проповіді Ісуса на горі.
Дія описана у двох-трьох віршах та має просту структуру: 

1. Представлено тип страждання. 2. Слідує зцілююче втручання. 3. Встановлюється зцілення. 

У представлені апостола Петра різні євангелія виявляють певні акценти. Так євангелисти Марко і Лука називають його ще Симон, а Матвій називає його вже Петром, хоча Симон отримає назву Петро пізніше, лише у Мт. 16:18.